# Мидхау
Мидхау (англ. Midhowe) — крупная гробница (по типу — камерный каирн) эпохи неолита, расположенная на южном побережье острова Раузи в составе Оркнейских островов в Шотландии. Название Мидхау происходит от крупного броха бронзового века к западу от гробницы. Вместе гробница и брох являются частями крупного комплекса древних сооружений на берегу пролива Эйнхаллоу-Саунд, отделяющего Раузи от Мейнленда, крупнейшего из Оркнейских островов.